# Arawacus linus
Arawacus linus is een vlinder uit de familie van de Lycaenidae. De wetenschappelijke naam van de soort is voor het eerst geldig gepubliceerd in 1777 door Fabricius.